# 특수대학원
특수대학원은 "고등교육법 제29조의2(대학원의 종류)"에 따라 "직업인 또는 일반 성인을 위한 계속교육을 주된 교육목적으로 하는 대학원"으로 설립된 대학원이다. 일반대학원과 달리, 학술학위가 아닌 전문학위를 수여하며, 따라서 논문 작성도 필수가 아니다.

특수대학원에는 석사 과정만 설치 가능하다.
2009년 현재 특수대학원은 759개이며, 이 중 국립 118개 교, 공립 9개 교, 사립 632개 교로, 다른 고등교육기관과 마찬가지로 사립이 대부분(83.2%)을 차지하고 있다. 총 학과수는 4,686개로 144,288명이 재적하고 있는데, 계열별로 보면 교육계열(1,694개), 사회계열(1,189개), 공학계열(706개), 인문계열(280개), 자연계열(212개), 의약계열(204개), 예체능계열(401개)의 순이다.

교육대학원은 특수대학원의 일종이다. 주로 교육대학과 사범대학에 설치된다.

## 같이 보기
- 대학원
- 전문대학원

1. ↑  So-young, An (2019년 3월 31일). “A Study on Washback Effects on Learning Portfolio”. 《The Sociolinguistic Journal of Korea》 27 (1): 123–152. doi:10.14353/sjk.2019.27.1.05. ISSN 1226-4822.